# Сухарєва Ольга Анатоліївна
Ольга Анатоліївна Сухарєва (нар.. 4 червня 1987 р. Славгород, Славгородський район, Алтайський край, СРСР) — російська акторка театру і кіно.

## Біографія
Ольга Сухарєва народилася 4 червня 1987 року в місті Славгороді Алтайського краю.
У 1991, у 4 роки, разом з мамою переїхала до Одеси, де навчалася в середній школі з поглибленим вивченням німецької мови, в музичній школі по класу фортепіано, в одеській школі мистецтв. Грала в спектаклях російського і українського драматичних театрів, театру музичної комедії, «Театру-студії Арт-терапії» при Центрі реабілітації дітей-інвалідів.
У 2004 році закінчила одеську середню загальноосвітню школу № 90 з німецьким ухилом і відправилася до Москви здійснювати свою дитячу мрію — вступити в Школу-студію МХАТ і стати професійною акторкою. Курс тоді набирав Олексій Гуськов та Ользі не вдалося пройти відбірковий тур. Важке потрясіння від невдалого вступу не зламало волю дівчини. До наступного літа вона вирішила попрацювати в модельному бізнесі, одночасно продовжуючи активну підготовку до другої спроби.
У червні 2005 року Ольга успішно вступила на акторський факультет Школи-студії МХАТ (керівник курсу — Костянтин Райкін). Під час навчання на третьому і четвертому курсах брала участь у спільних проєктах Театрального центру «На Страсному» та Школи-студії МХАТ «Горе від розуму» по однойменній комедії О. С. Грибоєдова режисера Віктора Рижакова і «Стравинський. Ігри» режисерки-хореографки Алли Сігалової. У 2008 році за хореографічний спектакль «Стравинський. Ігри» Алла Сігалова і всі студенти третього акторського курсу під керівництвом Костянтина Райкіна Школи-студії МХАТ (в їх числі і Ольга Сухарєва) отримали гран-прі IV міжнародного Московського фестивалю студентських та постдипломных вистав «Твій шанс» та театрального конкурсу XXVIII Міжнародного студентського фестивалю ВДІК.
Крім гран-прі на фестивалі «Твій шанс», Школа-студія МХАТ отримала право від Спілки театральних діячів Російської Федерації (СТД РФ) грати свою виставу на сцені Театрального центру «На Страсному» весь наступний сезон і один мільйон рублів для поїздки у Францію, щоб взяти участь з виставою «Стравинський. Ігри» в офф-програмі Авіньйонського театрального фестивалю.
Після закінчення Школи-студії МХАТ у 2009 році Ольга Сухарєва була прийнята в трупу Театру імені Моссовєта, де грала роль Віри Петрівни у виставі «Дядя Ваня» по однойменній п'єсі А. П. Чехова у постановці Андрія Кончаловського.
У 2009 році відбувся і дебют акторки в художньому фільмі «Любов до запитання» режисера Артема Насибуліна, де вона знялася в головній ролі вихованки школи-інтернату для дітей-сиріт Тані Агашкової.

### Особисте життя
- Чоловік — Андрій Гуркін, оператор.
  - Син — Марк Андрійович Гуркін.

## Творчість

### Ролі в театрі

#### Навчальний театрШколи-студії МХАТ
- 2008—2009 — «Майбутні льотчики», клас-концерт студентів третього акторського курсу під керівництвом Костянтина Райкіна — фантастична ситуація «мрія»[8][9]

#### Театральний центр «На Страсному» (Москва)
- 2008—2009 — «Горе від розуму» по однойменній комедії О. С. Грибоєдова (режисер — Віктор Рижаков; спільний проєкт Театрального центру «На Страсному» та Школи-студії МХАТ, в якому були зайняті студенти третього і потім четвертого курсу акторського факультету Школи-студії МХАТ під керівництвом Костянтина Райкіна) — Софія Павлівна Фамусова
- 2008—2009 — «Стравинський. Ігри», хореографічний спектакль, заснований на музичних темах з танцювальної кантати «Свадебка» та балету «Весна священна» російського композитора Ігоря Стравинського (режисерка-хореографка — Алла Сігалова; спільний проєкт Театрального центру «На Страсному» та Школи-студії МХАТ, в якому були зайняті студенти третього і потім четвертого курсу акторського факультету Школи-студії МХАТ під керівництвом Костянтина Райкіна)

#### Театр імені Моссовета
- 2009 — «Дядя Ваня» по однойменній п'єсі А. П. Чехова (режисер — Андрій Кончаловський) — Віра Петрівна
- 2010 — «Я, бабуся, Іліко та Іларіон» за однойменним романом Нодара Думбадзе (режисерка — Марина Бруснікіна) — дівчина

#### Спільний продюсерський проєкт фестивалю «Любімовка» та журналу «Афіша»
- «Боги впали, і немає більше порятунку» за п'єсою Сельми Дмитрович (режисер — Віктор Рижаков) — дочка[10]

### Фільмографія

#### Ролі в кіно
- 2009 — Любов до запитання — Таня Агашкова, вихованка школи-інтернату для дітей-сиріт (головна роль)
- 2011 — Тільки ти — Снігуронька
- 2011 — Обітницю мовчання — Ірочка
- 2011 — Проїзний квиток — Світлана
- 2011 — Нова сукня Корольової — Люся Корольова (головна роль)
- 2012 — Золоті ножиці — Ліза Синюхина, студентка інституту МВС, що проходить практику у відділенні поліції (головна роль)
- 2014 — Любов і Роман — Оксана, подруга Любові
- 2015 — За сумісництвом Дружина — Ніна (головна роль)

#### Ролі в телесеріалах
- 2010 — Одного разу в міліції (серія № 19 «День поезії») —
- 2010 — Гаражі (серія № 14 «Доля іронії») — Настя
- 2010 — «Алібі» на двох (фільм № 12 «Близькі люди») — Маша Калузьких
- 2011 — Каменська 6 (фільм № 2 «Проста комбінація») — Людмила Олексіївна Смирнова (Міла), вчителька фізики та математики в школі Реченська
- 2011 — Випадковий свідок — Ольга, донька Волгіна
- 2011 — Кращий товариш сім'ї — Ангеліна Зеленова (в молодості)
- 2011 — Поцілунок долі — Діна
- 2012 — Уральська мереживниця — Олена Морозова, мереживниця (головна роль)
- 2013 — Повороти долі — Людмила Карасьова
- 2014 — Московська хорт — Марина, адміністраторка конкурсу краси
- 2014 — Ведмежа хватка — Віра, господиня салону краси
- 2014 — Чудотворець — Вікторія, секретарка
- 2015 — Ідеальна жертва — Надія (головна роль)
- 2015 — Королева краси — Жанна, модель
- 2015 — Затемнення — Мар'яна Богданова (головна роль)
- 2019 — Ворожка — Сенцова

## Визнання і нагороди
- 2004 — почесний титул «Міс глядацьких симпатій» на конкурсі краси «Міс Одеса».
- 2008 — гран-прі IV міжнародного Московського фестивалю студентських та післядипломних вистав «Твій шанс» (в числі студентів третього курсу акторського факультету Школи-студії МХАТ під керівництвом Костянтина Райкіна) — за участь у хореографічній виставі «Стравинський. Ігри», заснованій на музичних темах з творів російського композитора Ігоря Стравинського, в постановці хореографа Алли Сігалова (спільний проєкт Театрального центру «На Страсному» та Школи-студії МХАТ)[1][2][5][6].
- 2008 — гран-прі театрального конкурсу XXVIII Міжнародного студентського фестивалю ВДІК (в числі студентів третього курсу акторського факультету Школи-студії МХАТ під керівництвом Костянтина Райкіна) — за участь у хореографічній виставі «Стравинський. Ігри», заснованій на музичних темах з творів російського композитора Ігоря Стравінського, в постановці хореографки Алли Сігалова (спільний проєкт Театрального центру «На Страсному» та Школи-студії МХАТ)[3][4].